# Julie Pagis
Pour les articles homonymes, voir Pagis.
Julie Pagis, née en 1980, est une sociologue française, spécialisée en sociologie politique. Julie Pagis est chargée de recherche au CNRS, membre de l’Institut de recherche interdisciplinaire sur les enjeux sociaux (IRIS, CNRS-EHESS), autrice de plusieurs ouvrages dont Le Prophète rouge en 2024 sur les techniques de domination par des leaders charismatiques dans des mouvements de militantisme politique.

## Biographie
Julie Pagis, née en 1980 au lieu-dit Le Chavoul à Reilhanette, est issue d'une famille de soixante-huitards : ses parents ingénieurs agronomes ont quitté leurs situations respectives à Marseille pour s'installer au pied du mont Ventoux où ils exploitent une ferme depuis 1974,.
Elle est élève de l'École normale supérieure d'Ulm en biologie avant de bifurquer vers les sciences humaines et sociales. Elle étudie notamment à l'école des hautes études en sciences sociales (EHESS) au Centre Maurice-Halbwachs et y présente une thèse de doctorat en sociologie en 2009, intitulée Les incidences biographiques du militantisme en mai 68 : une enquête sur deux générations familiales : des "soixante-huitards" et leurs enfants scolarisés dans deux écoles expérimentales (Vitruve et Ange-Guépin), sous la direction de Gérard Mauger. Elle est membre du comité de rédaction de la revue Genèses. Sciences sociales et histoire à partir de 2014, puis co-directrice de cette revue de sciences sociales de 2016 à 2019. Elle est aussi chargée de recherche au CNRS depuis 2010, membre de l’Institut de recherche interdisciplinaire sur les enjeux sociaux (IRIS, CNRS-EHESS).
Julie Pagis soutient et obtient une habilitation à diriger des recherches, toujours à l'EHESS, en mai 2024.

## Recherches
Julie Pagis a consacré sa thèse et une partie de ses recherches aux incidences biographiques du militantisme en mai 68. Elle déconstruit dans sa thèse la supposée existence d’une catégorie homogène de soixante-huitards en analysant les diverses matrices conduisant au militantisme et s’intéresse à l’héritage de mai 68 chez les enfants des acteurs militants de cette période,.
Un autre des sujets d'études de Julie Pagis est celui de la structuration des relations de sociabilité entre enfants (notamment avec Wilfried Lignier). Elle cherche à mettre en exergue le lien entre propriétés sociales des enfants (genre, origine sociale et origine migratoire) avec cette structuration,. En 2017, elle publie avec Wilfried Lignier L'Enfance de l'ordre, dans la continuité de ses recherches.
Son dossier d'habilitation à diriger des recherches, en mai 2024, a pour titre Les socialisations politiques et leurs incidences biographiques, des "années 68" à aujourd'hui. 
À travers un autre ouvrage paru en 2024, Le prophète rouge : Enquête sur la révolution, le charisme et la domination, elle revient sur des aspects moins connus de la période qui a suivi mai 68, mais aussi, plus largement sur les mécanismes d'embrigadement assez terrifiants, et les manipulations par des leaders charismatiques, dans certains mouvements militants extrêmes, en partant d'une enquête concrète sur un mouvement maoïste des années 1970 et 1980,,,. En 1971, six couples décident de faire ensemble table rase de leur vie passée au nom de leurs idéaux politiques. Leur chef est un ouvrier espagnol dénommé Fernando. Dans l'effervescence de l'époque, et se conformant à l'appel du président Mao Zedong, ils partent « enquêter» dans des foyers de travailleurs immigrés, s'établissent comme ouvriers en usine et emménagent collectivement dans un ancien couvent en région parisienne.
Progressivement, au gré d'incessantes (auto)critiques, cette communauté bascule d'un engagement au service du peuple à une soumission totale à Fernando, leur leader devenu tout-puissant,,.

## Chroniques
En 2014 et 2015, Julie Pagis est chroniqueuse chaque mois — en alternance avec Cyril Lemieux, Frédérique Aït-Touati et Nathalie Heinich — dans le journal Libération. En octobre 2014, elle est aussi l'une des 280 signataires de l'appel à des états généraux des sciences sociales critiques.

## Principales publications
Sauf exception, les articles ne sont pas cités, au bénéfice des ouvrages.
- Avec Jérôme Minonzio, Entraide familiale et solidarités entre les générations, Paris, La Documentation française, coll. « Problèmes politiques et sociaux », 2009, 200 p. (ASIN B002L4LP1Q)[20]
- Les incidences biographiques du militantisme en mai 68, École des hautes études en sciences sociales, 2009 (lire en ligne) (thèse)
- Mai 68, un pavé dans leur histoire, Paris, Presses de Sciences Po, coll. « Sociétés en mouvement », 2014, 339 p. (ISBN 978-2724615906)[21],[22]
- Avec Wilfried Lignier (dir), « Le dégoût des autres », Genèses, no 96,‎ septembre 2014[23]
- Avec Solène Billaud, Sibylle Gollac, et Alexandra Oeser, Histoires de famille : Les récits du passé dans la parenté contemporaine, Rue d'Ulm - Presses de l'Ecole normale supérieure, 2015
- Avec Lisa Mandel (scénario en commun, dessins de Lisa Mandel), Prézizidentielle, Casterman, coll. « Sociorama », 2017, Bande dessinée[24],[25]
- Avec Wilfried Lignier, L'Enfance de l'ordre. Comment les enfants perçoivent le monde social, Le Seuil, 2017[26]
- Avec Jean-Baptiste Comby (dir.), « Politiques de catégorisation du monde social », Politiques de communication, no 10,‎ 2018[27]
- (en) May 68: Shaping Political Generations, Amsterdam, Amsterdam University Press, Series « protest and Social Movements », 2018, traduction en anglais de sa thèse
- Avec Benoît Trépied et Bastien Bosa, « Passing », Genèses, no 114,‎ mars 2019 (ISBN 978-2-410-01593-5).
- Le prophète rouge : Enquête sur la révolution, le charisme et la domination, La Découverte, 2024 (présentation en ligne), essai[3]